# FC Şagadam Türkmenbaşy
El FC Şagadam Türkmenbaşy es un equipo de fútbol de Turkmenistán que milita en la Ýokary Liga, la liga de fútbol más importante del país.

## Historia
Fue fundado en la ciudad de Türkmenbaşy y antes de 1991 se llamaba DOSA, hasta que en junio de 1992 cambiaron su nombre por el de Neftyanik; y 3 años más tarde lo cambiaron por Hazar, para finalmente adoptar su nombre actual desde el año 2000. Ha sido campeón de liga en una ocasión en el año 2002 y han ganado un título de copa en el 2007.

## Palmarés
- Ýokary Liga: 1

2002
- Copa de Turkmenistán: 2

2007, 2021